# Rock stone
El rock stone, también llamado rock rolinga o rock rollinga, es el nombre que se le da a una escena del rock and roll argentino cuyas bandas tienen una fuerte influencia musical y estética de The Rolling Stones. La misma nació en 1983 en Buenos Aires y recibió su denominación en la década de 1990 a partir de la subcultura homónima. 
Cabe destacar que términos como rock barrial, rock chabón o rock cabeza suelen ser utilizados como sinónimos de rock stone, pero en realidad hacen referencia a una corriente más amplia del rock argentino que incluye a gran parte del rock stone dentro de sí misma.
Esta escena tuvo éxito en la década de 1990 gracias a las visitas de The Rolling Stones al país y a la popularidad de bandas insignias del movimiento como Ratones Paranoicos y Viejas Locas.  
Pese al declive de la corriente desde mediados de la década del 2000, se mantiene vigente mayormente en el circuito underground.

## Características
Los términos stone, rolinga o rollinga (siendo las dos últimas castellanizaciones de la palabra rolling) son usados para denominar a los integrantes de una subcultura argentina cuyos miembros son fanáticos de The Rolling Stones. La palabra stone en Argentina además es utilizada para denominar a los fanáticos de esta banda británica en general (independientemente de pertenecer a la subcultura antes nombrada o no).
Las bandas argentinas que en la década de 1980 y principios de la de 1990 imitaban musical y visualmente a The Rolling Stones, además solían tener muchos stones o rolingas entre sus miembros y seguidores, y es por ello que fueron englobadas bajo el rótulo de rock stone por la prensa. Dentro del mismo se encuentran bandas como Ratones Paranoicos, Heroicos Sobrevivientes, Blues Motel, Viejas Locas, Guasones, Jóvenes Pordioseros, La 25, Balas Perdidas, Barrios Bajos, Vodka Doble, La Mocosa, La Colosa, La Covacha, La Pulposa, Motor Loco, Chicos de Fábrica, Criatura, Hijos del Oeste, Ojos Locos, etc.
Estas bandas a su vez tienen, en menor medida, influencias de otros artistas de rock and roll como Chuck Berry, The Stooges, Patricio Rey y sus Redonditos de Ricota, Pappo, AC/DC, Ramones, Sex Pistols, Tom Petty, Sumo, etc.; e incluso de artistas de blues como B.B. King y Muddy Waters.
Por otra parte, la mayoría de las bandas de rock stone también son parte de un movimiento argentino más amplio denominado rock barrial, el cual incluye además artistas que abordan mayormente otros estilos de rock and roll como el garage rock, el hard rock y el punk rock; pero que mantienen una lírica y origen social (tanto de las bandas como su público) similares.

### Estilo musical y lírico
Instrumentalmente, las bandas se componen generalmente de guitarras eléctricas, bajo eléctrico, batería y armónica.
En otros casos se pueden agregar alguna guitarra acústica, teclado, piano o saxofón.
En cuanto a la composición de las canciones, el uso de escala pentatónica es fundamental en este estilo, al igual que la progresión de acordes propia del blues (acorde tónico, subdominante y dominante con distintas variaciones en el orden).  La progresión de acordes es originaria del blues (al igual que el rock and roll), es decir, fundamental - subdominante - fundamental - dominante - subdominante - dominante (algunas veces con séptima) - fundamental; aunque su ritmo es más rápido.
A estos elementos, se le suma la utilización de recursos como el shuffle y una instrumentación sencilla que consta de guitarras eléctricas, un bajo, batería y, algunas veces, piano y armónica. El uso del slide en la guitarra da un efecto de glissando muy común del estilo nombrado, lo que puede imitarse también con la armónica. Como característica propia del rocanrol se puede reconocer la distorsión constante de las guitarras (que dan un efecto de "suciedad" y "crudeza" a las canciones) y la simpleza de las bases de bajo y batería.
Las líricas suelen ser medianamente directas y simples, y sus temáticas más comunes son: el gusto por el rock and roll, la lealtad hacia el propio barrio y grupo de amigos, las relaciones sexuales, el amor, las bebidas alcohólicas, las drogas, los problemas en el mundo laboral (haciendo referencia en general a ocupaciones poco remuneradas) y las vivencias en la calle (como conflictos con la policía y peleas).

## Historia

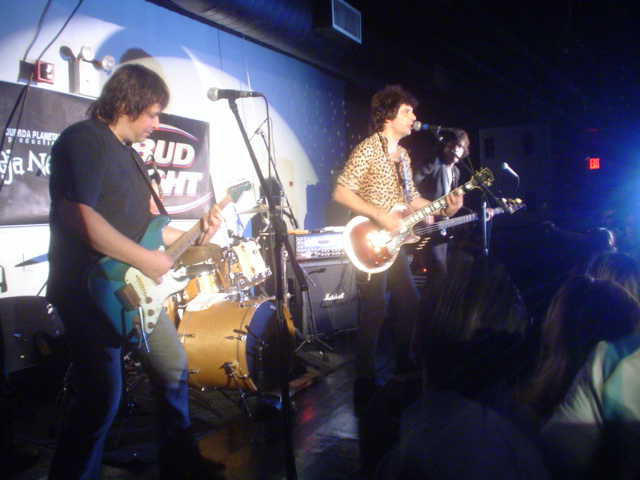
Ratones Paranoicos, banda precursora de ésta corriente.

Este estilo tiene su génesis en Buenos Aires con la formación de Ratones Paranoicos (banda fundacional del movimiento) en 1983. La misma fue calificada como banda underground y parte del denominado "rock marginal", y si bien poseía influencias de Sex Pistols, The Stooges, New York Dolls, The Who e incluso Luis Alberto Spinetta, desde un comienzo buscó tener un sonido e imagen cercanos a The Rolling Stones.
Entre fines de la década de 1980 y comienzos de la de 1990, el rock stone continuaría creciendo con la formación Heroicos Sobrevivientes, Blues Motel, Viejas Locas, Guasones y Jóvenes Pordioseros.
En 1990 se daría el primer contacto del país con un músico relacionado con The Rolling Stones, ya que Mick Taylor (exintegrante de la banda) fue telonero de Eric Clapton en el recital que este realizó en Buenos Aires. En octubre de 1992 comienza a gestarse la masividad del movimiento gracias a la visita al país de Keith Richards con su banda paralela, The X-Pensive Winos, en el tercer día del Coca Cola Rock Festival llevado a cabo en el Estadio José Amalfitani ante unos 40.000 espectadores y en el cual Ratones Paranoicos fue la banda inicial. El evento sirvió como sondeo a la primera visita de la banda británica al país.
En 1995, The Rolling Stones llegó finalmente a Argentina como parte de su Voodoo Lounge Tour. Los integrantes de la banda eligieron como artistas teloneros a Pappo, Las Pelotas y Ratones Paranoicos. Su influencia quedó plasmada en el rock and roll local, dando más notoriedad al rock stone, que terminó acaparando la atención del público y obteniendo éxito comercial. Debido a la convertibilidad en la que se encontraba inmersa la economía argentina (lo que provocaría algunos años después una grave crisis), el precio de las entradas a los recitales que realizó la banda británica eran relativamente accesibles, por lo que el espectáculo tuvo un público de todas las clases sociales. Esto hizo que el protagonismo entre la audiencia lo tengan los rolingas y favoreció aún más a que su subcultura se popularizara en la clase baja. Sumado a esto, ese mismo año Viejas Locas edita y lanza el álbum homónimo, convirtiéndose así en la primera banda rolinga formada enteramente por integrantes provenientes de barrios bajos en grabar un material discográfico que pasó a ser considerado mainstream.
En 1996 se forma La 25 (banda que se popularizaría en la siguiente década, cuando el fenómeno rolinga ya comenzaría a aminorar). Durante ese año, la popularidad de Viejas Locas sigue en alza gracias a su difusión en los medios.
En 1998, The Rolling Stones volvió a Argentina en el marco de su gira Bridges to Babylon Tour, y la banda elegida para tocar en la previa de su recital fue Viejas Locas, lo que generó una popularización y un reconocimiento masivo hacia dicha banda (que ya contaba con un segundo álbum).
En el año 2000, Viejas Locas se desintegró y dos de sus miembros (entre ellos el vocalista Pity Álvarez) formaron, junto a nuevos músicos, Intoxicados, banda que se alejaría del sonido considerado típicamente rolinga y se acercaría más al garage rock y al punk rock. Además compuso más canciones de otros géneros como el rap, el reggae, el blues, el country y el funk (lo que se refleja en el disco No es solo rock and roll, de 2003). Ese mismo año surgieron otras dos bandas formadas por exmiembros de Viejas Locas: La Lengua (donde el guitarrista Sergio Toloza comenzaría a incursionar en el country) y Motor Loco (liderada por el bajista Fabián Crea y continuando con el estilo rolinga).
Durante el siguiente lustro, bandas como La 25 y Jóvenes Pordioseros gozarían de un gran éxito comercial y convocatorio, siendo popularizados gracias a sus primeros trabajos discográficos. No obstante, en el año 2004 el rock barrial en general sufrió un gran golpe a causa de la tragedia de Cromañón, que significó (además de 194 víctimas fatales y cientos de personas heridas) el cierre de los locales donde los grupos realizaban sus recitales, sumando a esto una estigmatización hacia el público del rock barrial en general y sus costumbres (específicamente al uso de pirotecnia durante los conciertos) que, potenciados por la total ausencia de medidas de seguridad que debía asegurar el Estado, desembocaron en dicha tragedia.

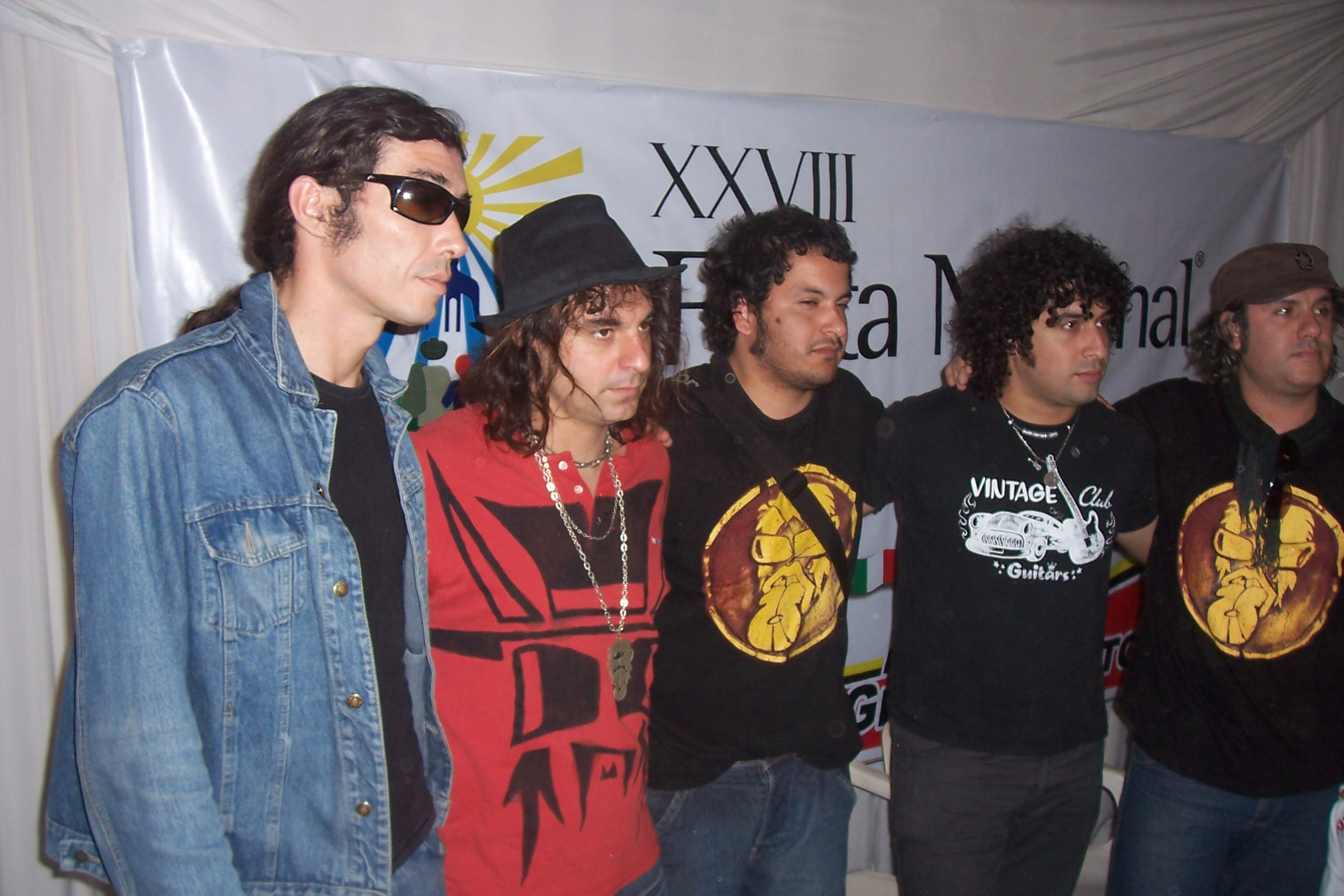
La 25, durante su gira "Mundo Perfecto" (Misiones, 2007)

En el año 2006, la subcultura rolinga, ya en franca decadencia, tuvo un pequeño momento de visibilidad con la tercera visita al país de The Rolling Stones. Sin embargo, a diferencia de las presentaciones de la banda de 1995 y 1998, en esta ocasión las entradas tenían un costo mucho mayor, lo que hizo que el público fuese muy distinto, debido a la mayor presencia de gente de clase media, más alejada de la subcultura rolinga. Por otra parte, con la ausencia de Viejas Locas y el alejamiento de Ratones Paranoicos del movimiento, La 25 fue la banda elegida para "telonear· a The Rolling Stones en el recital. Dicha banda grabaría durante ese año su álbum Mundo perfecto, disco que afianzaría la popularidad de la banda al año siguiente.
A fines de 2007, Jóvenes Pordioseros decide separarse. Esto trajo como consecuencia la creación en 2008 del grupo Hijos del Oeste por parte de su líder, Toti Iglesias. No obstante, a fines de 2011, Jóvenes Pordioseros vuelve a los escenarios con una agrupación diferente, que se mantiene en constante cambio hasta la actualidad.
Por otro lado, en 2009 se disolvió Intoxicados y Viejas Locas volvió a los escenarios con casi toda su formación original. A pesar de una numerosa convocatoria en el Estadio José Amalfitani, el evento se vio opacado por los disturbios ocasionados en las afueras del recinto, donde hubo una fuerte represión policial que culminó con el asesinato de Rubén Carballo a manos de la policía. Posteriormente la banda editó un nuevo álbum (Contra la pared, en 2011) pero su formación siguió cambiando hasta el punto de que el único miembro original que se mantuvo en la misma fue su vocalista.
En 2011 se dio otro hecho significativo: la separación de Ratones Paranoicos. Juan Sebastián Gutiérrez (vocalista de la banda) comenzó a concentrarse exclusivamente en su carrera solista. Sin embargo, Ratones Paranoicos se reagrupó en 2018 y continuó en actividad hasta 2024.
Posteriormente se dieron otras disoluciones de algunas de las bandas más importantes del movimiento: en 2018 volvió a disolverse Viejas Locas debido a que su vocalista, Pity Álvarez, cometió un homicidio por el que fue encarcelado; y en 2021 se disolvió La 25.

## Repercusión
A fines de la década de 1990 el rock stone era calificado por la prensa de distintas formas. Había sido calificado por la revista Rolling Stone como un género que llegaría a fines de siglo como el único fenómeno musical que acapararía la atención; aunque en la misma revista, en la crítica del disco No Security de The Rolling Stones se afirmaba que ésta era una banda que no tenía riesgos musicales y que el disco era "más de lo mismo". La revista Madhouse, más consumida entre el público del heavy metal, opinó en marzo del año siguiente que "ya estaban cansados de la franela stone y cualquier porquería que quisieran vender bajo el paraguas de movimiento rock", a la vez que felicitaban las críticas que habían realizado miembros de Catupecu Machu.